# 田宮高麿
田宮 高麿（たみや たかまろ、1943年〈昭和18年〉1月29日 - 1995年〈平成7年〉11月30日）は、日本のテロリスト。新左翼活動家。赤軍派軍事委員会議長。よど号グループのリーダー。通称「まろ」。

## 経歴
岩手県出身。大阪府立四條畷高等学校卒業。大阪市立大学第二部（夜間部）で学生運動に参加。ブント内の組織である「共産主義青年同盟（通称キム）」の常任委員長となる。
1970年3月31日に仲間8人とともに日本航空機のよど号をハイジャックした（よど号ハイジャック事件）。このハイジャック事件では実行の首謀者であった。よど号は当初は、平壌と誤認させてソウルの金浦国際空港に降りさせる偽装工作を行っていたが、田宮は当初これに気がつかず、他のメンバーに指摘されて偽装工作に気づいた。田宮は乗客に対しメンバーの中でただ一人苗字を明かした人物である。金浦国際空港での政府との交渉の末、乗客を解放をする際に、田宮は別れを主題にした詩吟を謡った。
4月3日に北朝鮮に渡り、その後は現地に在住しながらよど号グループのリーダーとして活動を続けた。後年知人でジャーナリストである高沢皓司から日本人拉致問題について追及を受けている。これに対し田宮は「難しい問題だが（解決に）努力したい」と語っている。
田宮は1995年11月30日に平壌で死亡したとされ、当局は死因を心臓麻痺と発表している。

## その他
- 妻である森順子は欧州における日本人拉致事案に関与しているとして結婚目的誘拐の容疑で逮捕状が出ており、国際手配されている[2][3][4][5]。
- 田宮の3人の子供は、2001年5月に長女が、2004年1月に長男が、2004年9月に次男が日本に帰国している。
- 長男である森大志[6][7]は1983年北朝鮮生まれ[8]。平壌郊外三石区域元新里の「日本革命村」で育てられたのち[8]、2004年に日本に帰国[8]。2011年4月に三鷹市議会議員選挙に市民の党から立候補したが[9]、37人中33位（定数28）で落選した。
- 連合赤軍最高幹部として山岳ベース事件を起こす森恒夫は田宮と同じ大阪市立大学に在学しており、学生運動において田宮の忠臣であった。大菩薩峠事件で赤軍派が壊滅状態になった際の政治局員の補充に森が挙がった際に、田宮は「森は度胸のないからだめだ。ゲバ棒一本持てんやつに戦争ができるか」 と反対したように、森の力量に疑問を持っていた（最終的に森は赤軍派政治局員になった）。
- 遺骨は田宮の兄が北朝鮮から持ち帰り、生前の願いであった、田宮家の菩提寺である新潟県新発田市の瑞雲寺の墓に埋葬された。